# Il responsabile delle risorse umane
(il giornalista)
Il responsabile delle risorse umane (in ebraico שליחותו של הממונה על משאבי אנוש‎?, Shliḥuto shel Ha'Memuneh al Mash'abey Enosh; in inglese: The Human Resources Manager) è un film del 2010 diretto da Eran Riklis, tratto dall'omonimo romanzo di Abraham Yehoshua.
È stato presentato al Festival di Locarno.

## Trama
In un attentato suicida a Gerusalemme muoiono una ventina di persone. Di una delle donne massacrate dall'esplosione nessuno sembra sapere nulla, finché una busta paga di un importante panificio non svela che la vittima sconosciuta era Yulia, una lavoratrice straniera licenziata un mese prima.
Il panificio incarica il responsabile delle risorse umane (innominato come gran parte dei personaggi) del riconoscimento del cadavere e del successivo rimpatrio della salma.
Yulia proveniva da un paese dell'est Europa (non si specifica quale anche se le scene sono girate in Romania) ed il viaggio nel gelido inverno del misero paese post sovietico si trasforma in un'epica impresa motoristica su vecchissimi pulmini e carri armati in dismissione. Il responsabile delle risorse umane, pur di compiere le volontà dell'inizialmente ostile figlio della vittima, metterà in discussione se stesso, darà il colpo finale al proprio matrimonio e scoprirà un'umanità misera, ma orgogliosa.